# Morze Wschodniosyberyjskie
Morze Wschodniosyberyjskie – część Oceanu Arktycznego, położone poza kołem podbiegunowym północnym, u wybrzeży wschodniej Syberii, pomiędzy Wyspami Nowosyberyjskimi a Wyspą Wrangla. Od zachodu przez cieśniny Łaptiewa i Sannikowa łączy się z Morzem Łaptiewów, od wschodu przez Cieśninę De Longa z Morzem Czukockim.
Powierzchnia 936 tys. km², maksymalna głębokość 115 m. Temperatura wód powierzchniowych w zimie od –1,8 °C do –1,2 °C, w lecie od –1 °C do 0 °C. Średnie zasolenie wynosi od 6‰ do 19‰ na południu i 30‰ na północy.
Do Morza Wschodniosyberyjskiego uchodzą Indygirka i Kołyma. Wody Morza Wschodniosyberyjskiego są zamarznięte niemal przez cały rok, jedynie w okresie letnim wolne od lodów jest zachodnie wybrzeże.